# Eublemma foedosa
Eublemma foedosa är en fjärilsart som beskrevs av Achille Guenée 1852. Eublemma foedosa ingår i släktet Eublemma och familjen nattflyn. Inga underarter finns listade i Catalogue of Life.